# Raión de Zardab
Zardab (en azerí: Zərdab) es uno de los cincuenta y nueve rayones en los que subdivide políticamente la República de Azerbaiyán. La ciudad capital es Zardab.

## Toponimia
Zardab es una palabra persa (زردآب Zardab) que significa Agua Amarilla. Hay varias interpretaciones de la traducción. Algunos interpretan Agua Amarilla como "agua sucia" en referencia a los desechos sucios que quedaron después de las inundaciones históricas del río Kura que atraviesa el raion de Zardab. Estas inundaciones ya no ocurren desde la construcción del embalse de Mingachevir que evitó que el río Kura se desbordara. Otra versión afirma que el término "amarillo" se refiere al color dorado de sus aguas y a su valor. Después de las inundaciones, el río desbordado solía entregar el agua necesaria para el riego, por lo que era tan valioso como el oro. Y finalmente, la tercera versión afirma que el nombre hace referencia a la segunda interpretación de la palabra "Zard", que también significa "pájaro comestible", que a su vez se refiere a las aves Zərd-əncirquşu, que se encuentran en el hábitat de Zardab.

## Territorio y Población
Tiene una superficie de 856 kilómetros cuadrados, donde viven 58 200 personas, lo que supone un incremento de 11 600 (19'9 %) con respecto a las 46 600 personas que vivían en el rayón en el año 2000. En consecuencia la densidad poblacional se eleva a casi 68 habitantes por kilómetro cuadrado. De ellos, 29 500 eran hombres y 29 300 eran mujeres. Más del 26,2 % de la población (unas 15 300 personas) eran jóvenes y adolescentes que tenían entre 14 y 29 años.
| Región                          | 2000 | 2001 | 2002 | 2003 | 2004 | 2005 | 2006 | 2007 | 2008 | 2009 | 2010 | 2011 | 2012 | 2013 | 2014 | 2015 | 2016 | 2017 | 2018 | 2019 | 2020 | 2021 |
| ------------------------------- | ---- | ---- | ---- | ---- | ---- | ---- | ---- | ---- | ---- | ---- | ---- | ---- | ---- | ---- | ---- | ---- | ---- | ---- | ---- | ---- | ---- | ---- |
| Región de Zardab en su conjunto | 46,6 | 47,3 | 47,8 | 48,4 | 49,0 | 49,7 | 50,5 | 51,3 | 51,9 | 52,6 | 53,3 | 54,0 | 54,8 | 55,4 | 55,8 | 56,5 | 57,1 | 57,7 | 58,2 | 58,8 | 59,3 | 59,7 |
| Población urbana                | 10,8 | 10,9 | 10,9 | 10,9 | 10,9 | 11,0 | 11,0 | 11,0 | 11,0 | 11,0 | 11,2 | 11,3 | 11,4 | 11,5 | 11,6 | 11,6 | 11,7 | 11,8 | 11,9 | 11,9 | 12,0 | 12,0 |
| Población rural                 | 35,8 | 36,4 | 36,9 | 37,5 | 38,1 | 38,7 | 39,5 | 40,3 | 40,9 | 41,6 | 42,1 | 42,7 | 43,4 | 43,9 | 44,2 | 44,9 | 45,4 | 45,9 | 46,3 | 46,9 | 47,3 | 47,7 |

| Grupos étnicos | Censo del 27 de enero al 3 de febrero de 1999 | Censo del 27 de enero al 3 de febrero de 1999 | Censo del 13 al 22 de abril de 2009 | Censo del 13 al 22 de abril de 2009 |
| Grupos étnicos | Número total                                  | Porcentaje                                    | Número                              | Porcentaje                          |
| -------------- | --------------------------------------------- | --------------------------------------------- | ----------------------------------- | ----------------------------------- |
| Total          | 46 091                                        | 100.00                                        | 52 870                              | 100.00                              |
| Azeríes        | 46 009                                        | 99.82                                         | 52 846                              | 99.95                               |
| Rusos          | 50                                            | 0.11                                          | 19                                  | 0.04                                |
| Tártaros       | 10                                            | 0.02                                          | 1                                   | 0.00                                |
| Ucranianos     | 10                                            | 0.02                                          | 0                                   | 0                                   |
| Turcos         | 7                                             | 0.01                                          | 0                                   | 0.00                                |
| Lezguinos      | 3                                             | 0.01                                          | 1                                   | 0.00                                |
| Ávaros         | 1                                             | 0.00                                          | 0.00                                | 0.00                                |
| Otros          | 1                                             | 0.00                                          | 3                                   | 0.01                                |

## Economía
La economía de la región está dominada por la agricultura, pues es productora de algodón y cereales, y por el ganado, ya que aquí se crían los famosos gusanos de seda. Hay presencia de industrias lácteas y de otras plantas de procesamiento de alimentos.